# Liolaemus orko
Espèce
Statut de conservation UICN

 LC  : Préoccupation mineure
Liolaemus orko est une espèce de sauriens de la famille des Liolaemidae.

## Répartition
Cette espèce est endémique de la province de Catamarca en Argentine. On la trouve entre 4 000 et 4 200 m d'altitude.

## Étymologie
Le nom spécifique orko vient du quechuan orko, la montagne, en référence à la répartition de ce saurien.

## Publication originale
- Abdala & Quinteros, 2008 : A new species of Liolaemus (Iguania: Liolaemidae), endemic to Sierra de Fiambala, Catamarca, Argentina [Liolaemus orko]. Cuadernos de Herpetologia, vol. 22, no 1, p. 35-47.